# Првенство Јужне Америке у фудбалу 1923.
Првенство Јужне Америке 1923.  је било седмо издање овог такмичења, сада познатог по имену Копа Америка. Турнир је одржан у Монтевидеу, Уругвај од 29. октобра до 2. одецембра 1923. године. Домаћин, репрезентација Уругваја, је заузела прво место на крају првенства. Титулу најбољег стрелца су поделили Аргентинац Висенте Агире и Уругвајац Педро Петроне са по 3 постигнута гола.

## Учесници
1.  Аргентина

2.  Бразил

3.  Уругвај

4.  Парагвај

Редовним учесницима првенства се сада већ други пут придружио Парагвај а Чиле је већ други пут одустао од такмичења. 
Овај турнир је послужио такође као квалификациони турнир за одлазак на Олимпијске игре.
Уругвај је освојио четврту титулу али тек трећи трофеј пошто се на турниру 196. године није додељивао трофеј.

## Град домаћин
| Монтевидео                      |
| ------------------------------- |
| Стадион Гран парк сентрал 1923. |
| Капацитет: 20.000               |
|                                 |

## Табела
| Репрезентација | И | Д | Н | И | ДГ | ПГ | ГР | Бод. |
| -------------- | - | - | - | - | -- | -- | -- | ---- |
| Уругвај        | 3 | 3 | 0 | 0 | 6  | 1  | +5 | 6    |
| Аргентина      | 3 | 2 | 0 | 1 | 6  | 6  | 0  | 4    |
| Парагвај       | 3 | 1 | 0 | 2 | 4  | 6  | −2 | 2    |
| Бразил         | 3 | 0 | 0 | 3 | 2  | 5  | −3 | 0    |

## Утакмице
| Аргентина                        | 4–3 | Парагвај                            |
| -------------------------------- | --- | ----------------------------------- |
| Сарупо 18’ · Агире 58’, 77’, 86’ |     | Ривас 10’ · Зелада 49’ · Фретес 65’ |

| Уругвај                   | 2–0 | Парагвај |
| ------------------------- | --- | -------- |
| Скароне 11’ · Петроне 87’ |     |          |

| Бразил | 0–1 | Парагвај     |
| ------ | --- | ------------ |
|        |     | И. Лопез 56’ |

| Аргентина               | 2–1 | Бразил   |
| ----------------------- | --- | -------- |
| Онзари 11’ · Сарупо 76’ |     | Нило 15’ |

| Уругвај               | 2–1 | Бразил   |
| --------------------- | --- | -------- |
| Петроне 56’ · Кеа 75’ |     | Нило 59’ |

| Уругвај                | 2–0 | Аргентина |
| ---------------------- | --- | --------- |
| Петроне 28’ · Сома 88’ |     |           |

## Листа стрелаца
3 гола
| - Агире | - Петроне |  |

2 гола
| - Сарупо | - Брага |  |

1 гол
| - Онзари - Фретес - И. Лопез | - Ривас - Зелада - Кеа | - Скароне - Сома |

### Играч првенства
- Аргентина Хосе Насази.[4]